# Liste der Stolpersteine im Kölner Stadtteil Junkersdorf
Die Liste der Stolpersteine im Kölner Stadtteil Junkersdorf führt die vom Künstler Gunter Demnig verlegten Stolpersteine im Kölner Stadtteil Junkersdorf auf.
Die Liste der Stolpersteine beruht auf den Daten und Recherchen des NS-Dokumentationszentrums der Stadt Köln, zum Teil ergänzt um Informationen und Anmerkungen aus Wikipedia-Artikeln und externen Quellen. Ziel des Kunstprojektes ist es, biografische Details zu den Personen, die ihren (letzten) freiwillig gewählten Wohnsitz in Köln hatten, zu dokumentieren, um damit ihr Andenken zu bewahren.
Anmerkung: Vielfach ist es jedoch nicht mehr möglich, eine lückenlose Darstellung ihres Lebens und ihres Leidensweges nachzuvollziehen. Insbesondere die Umstände ihres Todes können vielfach nicht mehr recherchiert werden. Offizielle Todesfallanzeigen aus den Ghettos, Haft-, Krankenanstalten sowie den Konzentrationslagern können oft Angaben enthalten, die die wahren Umstände des Todes verschleiern, werden aber unter der Beachtung dieses Umstandes mitdokumentiert.
| Bild | Name sowie Details zur Inschrift                                                                                   | Adresse                        | Zusätzliche Informationen                                                                                           |
| --- | --- | ------------------------------ | --- |
| Stolperstein für Leopold Bermann (Frankenstraße 21) | Hier wohnte Leopold Bermann (Jahrgang 1882) Deportiert 1944 Theresienstadt Ermordet 7. Oktober 1944                | Frankenstr. 21 (Standort)      | Der am 22. November 2017 verlegte Stolperstein erinnert an Leopold Bermann, geboren am 26. August 1882 in Mannheim. |
| Stolperstein für Luise Bermann (Frankenstraße 21) | Hier wohnte Luise Bermann, geb. Orth (Jahrgang 1885) Mit Hilfe versteckt überlebt                                  | Frankenstr. 21                 | Der am 22. November 2017 verlegte Stolperstein erinnert an Luise Bermann, geborene Orth.                            |
| Stolperstein für Paula 'Päule' Mörs (Frankenstraße 21) | Hier wohnte Paula 'Päule' Mörs, geb. Bermann (Jahrgang 1908) Mit Hilfe versteckt überlebt                          | Frankenstr. 21 (Standort)      | Der am 22. November 2017 verlegte Stolperstein erinnert an Paula Mörs, geborene Bermann.                            |
| Bild gesucht Die Wikipedia wünscht sich an dieser Stelle ein Bild vom hier behandelten Ort. Falls du dabei helfen möchtest, erklärt die Anleitung , wie das geht. BW | Hier wohnte Sally Seelig, (Jahrgang 1877) Interniert Lager Müngersdorf Tot 8.4.1943                                | Paul-Finger-Str. 22 (Standort) | Der Stolperstein erinnert an Sally Seelig. Die Verlegung erfolgte am 12. Juni 2025.                                 |
| Bild gesucht Die Wikipedia wünscht sich an dieser Stelle ein Bild vom hier behandelten Ort. Falls du dabei helfen möchtest, erklärt die Anleitung , wie das geht. BW | Hier wohnte Viktor Weinhausen, (Jahrgang 1875) Interniert Lager Müngersdorf Tot 19.2..1943                         | Frankenstr. 18 (Standort)      | Der Stolperstein erinnert an Viktor Weinhausen. Die Verlegung erfolgte am 12. Juni 2025.                            |
| Bild gesucht Die Wikipedia wünscht sich an dieser Stelle ein Bild vom hier behandelten Ort. Falls du dabei helfen möchtest, erklärt die Anleitung , wie das geht. BW | Hier wohnte Wilhelmine Weinhausen, geb. Weinberg (Jahrgang 1877) Interniert Lager Müngersdorf Deportiert 1943      | Frankenstr. 18 (Standort)      | Der Stolperstein erinnert an Wilhelmine Weinhausen. Die Verlegung erfolgte am 12. Juni 2025.                        |
| Bild gesucht Die Wikipedia wünscht sich an dieser Stelle ein Bild vom hier behandelten Ort. Falls du dabei helfen möchtest, erklärt die Anleitung , wie das geht. BW | Hier wohnte Kurt Weinhausen, (Jahrgang 1910) Flucht Belgien Interniert Mechelen Deportiert 1943 Auschwitz Ermordet | Frankenstr. 18 (Standort)      | Der Stolperstein erinnert an Kurt Weinhausen. Die Verlegung erfolgte am 12. Juni 2025.                              |

## Quelle
- NS-Dokumentationszentrum – Stolpersteine | Erinnerungsmale für die Opfer des Nationalsozialismus (Stadtteilliste Junkersdorf)